# Оптично влакно
Оптичното влакно е тънка прозрачна нишка, обикновено направена от стъклено влакно или пластмаса, използвана за предаване на светлина и светлинни сигнали. Разделът от оптиката, който се занимава със свойствата на оптичните влакна, се нарича влакнеста оптика.

## История
През 1966 г. Чарлз Као изчислява, че за да бъдат полезни за предаване на информация на дълги разстояния, стъклените влакна трябва да имат затихване по-ниско от 20 dB/km. Първото използваемо оптично влакно е изобретено през 1970 г. от изследователите Robert D. Maurer, Donald Keck, Peter C. Schultz и Frank Zimar, които работили в американската „Corning Glass Works“. Те произвеждат влакно със затихване от 17 dB/km, като легират силициево стъкло с титан. Затихването на сегашните влакна е 0,3 – 0,5 dB/km, а на съответстващите им медни коаксиални кабели – 5 – 60 dB/100 m.
Първият трансатлантически оптичен кабел, предназначен за телефонна връзка, е влязъл в употреба през 1988 г.

## Характеристики
Оптичните влакна могат да бъдат използвани като алтернатива на медните проводници за телекомуникация, защото са гъвкави и могат да бъдат свързани заедно в кабел. Влакната могат да бъдат направени както от прозрачна пластмаса, така и от стъкло, но в далекосъобщителните мрежи влакната са винаги от стъкло, заради по-ниските загуби от поглъщане. Принципът на предаване на светлина по оста на влакното използва ефекта на пълно вътрешно отражение в средата, който се постига с изработването на влакното от сърцевина (ядро) и обвивка (външен слой) с малко по-висок коефициент на пречупване на светлината (примерни стойности 1,46 и 1,48). Това важно свойство на оптичното влакно не позволява преплитането на информация между отделните влакна в един кабел и позволява кабелът да се извива и усуква. Използваната светлина обикновено е с дължина на вълната от инфрачервената област, а светлинните източници са най-често лазерни. За предаване на информация влакната обикновено се използват по двойки, като всяко от влакната носи сигнал само в една посока. Двупосочната комуникация е възможна и само по една нишка, стига да се използват две различни дължини на вълните (цвята) и подходящи съединители, отклонители и разклонители.
Влакната, използвани в далекосъобщенията, са най-често с външен диаметър 125 µm, докато активната вътрешна част може да е и 10  µm. Макар и толкова тънко, оптичното влакно може да се разглежда като цилиндричен диелектричен вълновод, в който разпространението на светлината се подчинява на законите за разпространение на електромагнитното излъчване. Разпределението на интензитета на светлината в напречното сечение на влакното може да има една или повече възможни конфигурации, наречени типове вълни или моди. Те се означават като LPmn. Това означава, че по периферията на цилиндричния оптичен вълновод интензитетът на полето има m полувълни, а по радиуса – n полувълни. Основен тип вълна в оптичното влакно е LP01 – 0 полувълни (постоянна стойност) по периферията и 1 полувълна по радиуса. При разпространение само на един мод влакната се наричат едномодови, а на няколко мода – многомодови. Ядрото на едномодовите влакна е с диаметър 9 µm, докато многомодовите ядра са с диаметър 50 µm или 62,5 µm.
Влакната, използвани за преодаване на големи разстояния, са едномодови, тъй като обикновеният едномодов оптичен кабел може да поддържа разстояния от 80 до 200 km. Той има много по-добра функционалност в сравнение с многомодовите влакна, където предадената чрез различните моди светлина пристига по различно време и в резултат сигналът се разсейва. Затова повечето многомодови се използват на максимално разстояние от 300 до 500 m. Едномодовото оборудване е обикновено по-скъпо от многомодовото.
Поради забележително ниските загуби и отличното провеждане на светлината, при едномодовите оптични влакна са възможни скорости до 40 Gbps при реални условия, ако се използва една дължина на вълната. При използване на различни дължини на вълната по една и съща нишка, тя може да провежда честотна лента от много терабитове в секунда.
Съвременните кабели могат да съдържат хиляди нишки, така че успешно да задоволят дори днешните огромни изисквания за пренос на информация от една до друга точка.

## Оптични кабели за комуникация

### Предимства
- оптичният кабел е значително по-малък и по-лек от електрическия със същото предназначение. Това означава, че разходите за полагането на оптичния кабел значително се намаляват;
- оптичният кабел струва значително по-малко от меден кабел със същия преносен капацитет;
- проведени са успешни експерименти, при които по едно влакно със 132 оптични канала са предадени данни с обща скорост 5,28 Tbps на разстояние 120 km. Този капацитет е достатъчен, за да поддържа около 60 милиона некомпресирани телефонни разговора (64 kbps за всеки канал).
- липса на електрическа връзка.
- липса на електромагнитна интерференция.
- големи разстояния между регенераторите. Някои нови системи с оптични усилватели покриват разстояния около 120 km;
- отворен капацитет. Максималният преносен капацитет, който има теоретично един инсталиран оптичен кабел е много голям. Това означава, че могат да бъдат добавяни нови преносни капацитети към вече съществуващи кабели;
- по-добра защита на информацията.

### Недостатъци
- Необходимост от по-скъпи лазерни предаватели и приемници.
- По-трудни за съединяване (сплайсване – става под микроскоп).
- Не могат да носят електричество за захранване на усилвателите, компенсиращи затихването по кабела.
- Необходимост от скъпо двукратно преобразуване на електричния сигнал в оптичен и обратното, поради това, че всички крайни устройства работят с електрични сигнали.

Почти всички тези недостатъци са преодолени или заобиколени и комуникационните системи сега са немислими без влакнестата оптика. Предлага се услуга „оптика до вкъщи“, която предоставя на абонатите високоскоростен Интернет, телефонна линия и телевизия.

## Други начини на употреба
- Влакната могат да бъдат използвани в медицината и други области, където е необходима ярка светлина и няма пряка видимост – в хирургията, при самолетните двигатели. Оптични влакна могат да се използват като сензори за напрежение, температура, налягане и други параметри.
- В някои високотехнологични сгради оптични влакна се използват, за да насочат слънчевата светлина от покрива до другите части на сградата.
- Оптичните влакна могат да бъдат използвани и за декорация, включително за табели, за изкуствени коледни дръвчета, за осветление.
- Изключително тънки и гъвкави оптични влакна се използват и при силициевите чипове.